# Плосница (гмина)
Плосница (пол. Płośnica) — сельская гмина (волость) в Польше, входит как административная единица в Дзялдовский повет, Варминьско-Мазурское воеводство. Население — 5908 человек (на 2004 год).

## Демография
| Перепись                       | Всего   | Всего | Женщины | Женщины | Мужчины | Мужчины |
| ------------------------------ | ------- | ----- | ------- | ------- | ------- | ------- |
| Единицы                        | человек | %     | человек | %       | человек | %       |
| Население                      | 5908    | 100   | 2984    | 50,5    | 2924    | 49,5    |
| Плотность населения (чел./км²) | 36,2    | 36,2  | 18,3    | 18,3    | 17,9    | 17,9    |

## Сельские округа
1. Гралево
2. Грудки
3. Грушка
4. Яблоново
5. Малы-Ленцк
6. Муравки
7. Нехлонин
8. Плосница
9. Прёма
10. Пшеленк-Дужы
11. Рутковице
12. Скурпе
13. Тужа-Мала
14. Вельки-Ленцк
15. Залесе

## Соседние гмины
1. Гмина Дзялдово
2. Гмина Кучборк-Осада
3. Гмина Лидзбарк
4. Гмина Рыбно